# 謙士
宗室謙士（1826年8月8日—1864年1月23日，道光六年七月初五日卯時—同治二年十二月十五日），正紅旗滿洲人，遠支宗室正紅旗第一族毓字輩，都統春佑長子，清朝官員、將領。封爵三等輔國將軍，官至二等侍衛。

## 生平
道光三十年（1850年）十二月，由應封宗室考封三等輔國將軍，賞給侍衛處二等侍衛。
同治二年十二月十五日（1864年1月23日），於軍營陣亡。五年（1866年），議准入祀昭忠祠。

## 家庭及關聯
- 十一世祖父：清太祖（1559年—1629年）。
- 十一世祖母：清太祖元妃佟佳氏（1560年—1592年）。
- 十世祖父：禮烈親王代善（1583年—1648年），清太祖皇次子，功封禮親王，諡烈。
- 十世祖母：葉赫那拉氏，葉赫西城貝勒布寨之女，代善繼福晉。
- 九世祖父：穎毅親王薩哈璘（1604年—1636年），功封貝勒，管理禮部，追封穎親王，諡毅。
- 九世祖母：烏拉那拉氏，烏拉貝勒布占泰之女，薩哈璘嫡福晉。
- 八世祖父：順承恭惠郡王勒克德渾（1629年—1652年），薩哈璘次子，功封順承郡王，管理刑部，諡恭惠。
- 八世祖母：噶爾扎氏，公爵祜里泰之女，勒克德渾側福晉。
- 七世祖父：順承忠郡王諾羅布（1650年—1717年），勒克德渾三子，襲封順承郡王，官至杭州將軍，諡忠。
- 七世祖母：石氏，石達之女，諾羅布側福晉。
- 六世祖父：郡王品級錫保（1688年—1742年），諾羅布四子，封順承親王，官至正黃旗蒙古都統、左宗人、靖邊大將軍，因事革爵。
- 六世祖母：舒舒覺羅氏，三等侯偏圖之女，錫保嫡福晉。
- 五世祖父：順承恪郡王熙良（1705年—1744年），錫保長子，襲封順承郡王，官散秩大臣覺羅學總管，諡恪。
- 五世祖母：納喇氏，侍讀學士色爾登之女，熙良嫡福晉。
- 高祖父：順承恭郡王泰斐英阿（1728年—1756年），熙良長子，襲封順承郡王，官至正黃旗漢軍都統、左宗正，諡恭。
- 高祖母：沙濟富察氏，一等公散秩大臣傅文之女，泰斐英阿嫡福晉。
- 曾祖父：順承慎郡王恒昌（1753年—1778年），泰斐英阿四子，襲封順承郡王，諡慎。
- 曾祖母：馬佳氏，護軍校馬三泰之女，恒昌庶福晉。
- 祖父：順承簡郡王倫柱（1772年—1823年），襲封順承郡王，官宗室總族長、十五善射，諡簡。
- 祖母：馬佳氏，同知穆騰額之女，倫柱側福晉。

### 父母
- 父：春佑（1801年—1876年）
- 母：他塔拉氏，三等侍衛明壽之女，春佑嫡妻。

### 兄弟
謙士排行第一，有六弟。
- 謙順（1827年—1828年），嫡母他塔拉氏所生，早卒，無嗣。
- 未有名（1829年），嫡母他塔拉氏所生，早卒，無嗣。
- 謙恭（1830年—1832年），嫡母他塔拉氏所生，早卒，無嗣。
- 謙和（1833年—1838年），庶母王氏所生，早卒，無嗣。
- 謙德（1834年—1896年），繼母鈕祜祿氏所生，封三等輔國將軍，官至山海關副都統。娶瓜爾佳氏，郎中林耀之女。
- 謙光（1838年—1899年），繼母鈕祜祿氏所生，廕生，封二等輔國將軍，官至密雲副都統。娶那木都魯氏，二等男錦州副都統侍順之女。

### 妻室
- 嫡妻：托克托莫特氏，明謙之女。
- 繼妻：巴岳特氏，祿成之女。

### 子嗣
謙士育有三子。
- 長子：國祺（1848年—1848年），繼巴岳特氏所生，早卒，無嗣。
- 次子：靈煦（1849年—1850年），繼巴岳特氏所生，早卒，無嗣。
- 三子：靈杰（1852年—1855年），繼巴岳特氏所生，早卒，無嗣。